# Stellidia planetaria
Stellidia planetaria är en fjärilsart som beskrevs av Achille Guenée 1857. Stellidia planetaria ingår i släktet Stellidia och familjen nattflyn. Inga underarter finns listade i Catalogue of Life.